# Sitio de Busán
El sitio de Busan fue una batalla que tuvo lugar en Busan el 24 de mayo de 1592, entre fuerzas coreanas y japonesas. Junto a la de Tadaejin, Busan fue el sitio de la primera batalla de la Guerra Imjin. Esta batalla marcó el comienzo de una larga y terrible guerra en la península de Corea.

## Preludio
Durante la mañana del 23, alrededor de 19.000 efectivos de la 1º División del Ejército japonés, comandados por Konishi Yukinaga, zarparon desde el puerto de Nagoya hasta la Isla de Kyushu. Desde allí iniciarían la invasión al Reino de Corea. Durante el trayecto de 14 horas no hubo ningún incidente. Para establecer una cabeza de playa y el control sobre las playas de Busan, se planeó una estrategia basada en el conocimiento de la zona de Sō Yoshitoshi. Esta estrategia consistía en la división de las fuerzas y el lanzamiento de ataques simultáneos contra el castillo principal y los fuertes subsidiarios de la bahía de la Tadaejin y Seyungpo. 
Mientras tanto, el comandante de guarnición coreana Chong Pal estaba de cacería cuando avistó a lo lejos la Marina Japonesa y fue directo a la ciudad para alertar de una posible invasión. En aquel momento estimaron que los japoneses contaban con una flota de 90 barcos, cosa que le fue notificada a la Marina Coreana anclada en el puerto de Kyongsang. La Marina Coreana estaba compuesta por dos agrupaciones independientes. La primera y principal era la dirigida por el almirante Won Kyun con una suma de 150 barcos. La segunda estaba dirigida por el almirante Pak Hong y contaba con una flota de 100 barcos.En un inicio pensaban en combatir, pero al recibir informes de que la flota japonesa superaba los 300 buques decidieron esperar en el puerto. La Marina Japonesa se aproximó a la costa sin sufrir ningún percance y, tras la llegada de la noche, enviaron a Konishi Yukinaga y a Sō Yoshitoshi para reunirse con el comandante de la guarnición coreana para lograr una rendición, pero no tuvo éxito.

## Combates en Busán
A las 4:00 del 24 de mayo de 1592, Sō Yoshitoshi atacó dentro de la muralla central de Busán, mientras Konishi Yukinaga dirigía el asalto sobre el fuerte costero de Tadaepo. Los japoneses, alrededor de 15.000 tropas, abrumaron las defensas coreanas compuestas por 8.500 efectivos al escalar los muros, abrigados por el fuego de los arcabuces. Esta nueva tecnología destruyó a los coreanos en la muralla. Una y otra vez los japoneses ganarían las batallas con el empleo de los arcabuces (Corea no comenzaría a entrenarse con estos protomosquetes hasta que el General coreano Kim Shi-min los reprodujo para la armada coreana). Los coreanos se retiraron hasta la segunda línea de defensa después del ataque sorpresa de So Yoshitoshi. El General Chŏng Pal (Hangul: 정발, Hanja :鄭撥) reagrupó a los arqueros coreanos y estos contraatacaron. Hasta ese momento, los coreanos habían retrocedido hasta la tercera línea de defensa. Después de horas de combate los coreanos se quedaron sin flechas. Los japoneses habían tomado pérdidas y se habían reagrupado para atacar otra vez.
El comandante Chong Pal fue alcanzado por un disparo y murió. A su vez, su concubina se suicidó al ver la situación. La moral decayó entre los soldados coreanos y el castillo principal fue tomado alrededor de las 9:00 de la mañana, y casi toda la fuerza combatiente de Busán fue eliminada. Los japoneses masacraron a los sobrevivientes combatientes y no combatientes. Además, Yoshitoshi ordenó a sus soldados destruir y quemar todas las cosas de valor que encontraran. 
Al ver la derrota de la guarnición coreana, el almirante Pak Hong decidió hundir sus 150 barcos. Cuando le llegó esta noticia a Won Kyun realizó lo mismo con su flota, con la diferencia que mantuvo 4 barcos para escapar.

## Consecuencias
La destrucción de la flota fue considerado como una catástrofe, ya que representaba 2/3 de la flota total disponible, entre los que se encontraban 50 acorazados "Panokseon". Pak Hong y Won Kyun desertaron. Además, la guarnición de la ciudad fue completamente destruida.
La armada japonesa ocupaba Busán. Durante muchos años Busán sería un lugar estratégico de suministros para los japoneses. Los japoneses continuaron suministrando tropas y alimentos a través del mar hacia Busán , hasta que el Almirante Yi Sun-sin atacó con su flota el lugar.
Con la caída del castillo de Busán , la 1º División del Ejército Japonés completó su primer objetivo, pero había una cosa más que hacer para asegurar su cabeza de playa, porque a unas cuantas millas al norte se encuentra situada la fortaleza de Dongnae. Al siguiente día, muy temprano, Sō Yoshitoshi atacó con sus tropas la fortaleza montañosa de Dongnae. Esta serie de ataques relámpago marcaron el principio de las Invasiones de Hideyoshi a Corea.